# وليام ليتش
وليام إلفورد ليتش (بالإنجليزية: William Elford Leach)‏ هو عالم حيوان، وعالم أحياء بحرية إنكليزي.